# Jean François Marie de Surville

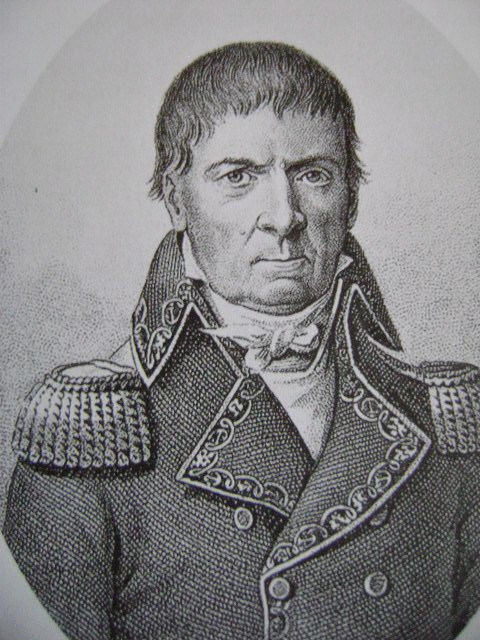

Jean François Marie de Surville (* 18. Januar 1717 in Port-Louis, Frankreich; † 8. April 1770 bei Chilca, Peru) war ein französischer Marineoffizier, Händler und Forschungsreisender. 

## Leben
Jean François Marie de Surville war das jüngste von neun Kindern von Jean de Surville, einem Regierungsbeamten in Port-Louis, und seiner zweiten Frau, Françoise Mariteau de Roscadec, Tochter eines Reeders. Er war drei Jahre, alt als sein Vater starb.
Surville fuhr schon im Alter von 10 Jahren zur See und diente der Französischen Ostindienkompanie (Compagnie française pour le commerce des Indes orientales) hauptsächlich im Indischen Ozean und in den Gewässern vor China. Während des Österreichischen Erbfolgekriegs und zu Beginn des Siebenjährigen Krieges diente er als 2. Fähnrich zur See (enseigne) in der französischen Marine. Er wurde 1745 und 1747 zweimal von den Briten gefangen genommen.
Im Jahr 1748 fuhr er als 1. Fähnrich zur See nach Réunion und Mauritius. Am 24. September 1750 heiratete er in Nantes Marie Jouanneaulx. Sie hatten zwei Söhne, die beide Offiziere in der Armee wurden.
Im Jahr 1753 fuhr er als 2. Leutnant zur See nach Bengalen und wurde kurz darauf zum Kapitän ernannt. Er erhielt am 30. März 1759 den Saint-Louis-Orden wegen einer Kriegsverwundung verliehen. Auch auf See erwies er sich als kaltblütig im Angesicht von Gefahren für sein Schiff, seine Passagiere und seine Ladung. 1759 war er Kommandant des Linienschiffs Duc d’Orléans und nahm mit diesem Schiff am 10. September 1759 an der Seeschlacht von Pondicherry teil. Er wohnte 1766 für einige Zeit in Port-Louis. Als Mitglied im Rat der Compagnie des Indes wurde er 1767 zum stellvertretenden Gouverneur von Puducherry ernannt und zum königlichen Kommissar zur Wiedererlangung der französischen Niederlassungen von Indien.
Am 3. Juni 1767 verließ er Port-Louis an Bord der Saint-Jean-Baptiste, einem Schiff von 650 Tonnen und mit 36 Kanonen, in Richtung Indien, um Handelsreisen in indischen Gewässern zu unternehmen. Gegen Ende 1768 waren wirre Gerüchte im Umlauf über die Entdeckung einer „Insel in der Südsee“, 700 Seemeilen vor Peru, und besonders fruchtbar (gemeint war wahrscheinlich Samuel Wallis’ Entdeckung von Tahiti). In Abstimmung mit den französischen Gouverneuren in Chandannagar und Puducherry wurde Surville mit dem wichtigen und delikaten Geheimauftrag betraut, diese Insel zu okkupieren. Zur Tarnung erhielt er die finanzielle Ausstattung für eine kombinierte Entdeckungs- und Handelsreise in den zentralen Pazifik und eine reiche Fracht bestimmt für Callao in Peru.
Er segelte am 3. März 1769 aus der Gangesmündung los mit 114 Mann Besatzung, darunter 24 Soldaten mit ihrem Hauptmann. Im Juni erreichten sie Sumatra und passierten die Straße von Malakka. In den Gewässern um die Philippinen beobachtete er am 25. August 1769 den einige Tage zuvor von Charles Messier in Paris entdeckten Kometen C/1769 P1 (Messier) und beschrieb ihn als „geschweift... nicht hell“. Am 24. August erreichte er den Pazifik; er segelte ohne Landkontakt durch das westliche Mikronesien und dann Richtung Osten, bis er Neuguinea erreichte. Während der Reise erlebten sie zahlreiche Stürme und schwierige Navigationsbedingungen; außerdem zwang ihn eine große Zahl an Skorbut erkrankter und sterbender Mannschaftsmitglieder, einen sicheren Ankerplatz zu suchen.
Am 7. Oktober sichtete er zum ersten Mal wieder unbekanntes Land, das er „Île de la Première Vue“ nannte (die Insel Choiseul). Das Schiff ankerte für eine Woche in „einem sehr schönen Hafen mit unendlichen Ressourcen“, den er Port Praslin nannte (auf der Insel Santa Isabel). Bei der Suche nach Wasser wurden sie von Eingeborenen mit Pfeilen attackiert, was sie mit Gewehrfeuer erwiderten. Dabei töteten sie 20 bis 30 Inselbewohner und nahmen einen etwa Fünfzehnjährigen gefangen, den Surville erziehen und nach Frankreich mitnehmen wollte. Er segelte weiter nach Osten und kartographierte die Küste, was einen bedeutenden Beitrag zu der später folgenden europäischen Entdeckung dieser komplexen Inselgruppe der Salomonen lieferte, die erst 1888 erforscht wurde. Der Zustand seiner Männer zwang ihn aber, weitere Entdeckungen auszusetzen und Vorräte in Neuseeland zu suchen.
Am 12. Dezember 1769 sichtete man die neuseeländische Küste beim Hokianga Harbour. Sie segelten weiter und umrundeten North Cape am 17. Dezember während eines Sturms, der James Cooks Schiff Endeavour, das gerade die Ostküste entlang nordwärts segelte, außer Sicht von Land geweht hatte. Die beiden Seefahrer passierten sich unbemerkt wahrscheinlich in einem Abstand von nur 20 oder 25 Seemeilen. Zufälligerweise hielten sich sowohl de Surville als auch Cook zur gleichen Zeit hier auf. Sie waren die ersten Europäer nach Abel Tasmans Besuch ein Jahrhundert früher. 
Surville ankerte vom 18. bis zum 31. Dezember 1769 für 14 Tage im Norden einer Bucht, die er „Baie de Lauriston“ nannte, die aber acht Tage zuvor bereits von Cook Doubtless Bay benannt worden war, nördlich des Māoridorfes Whatuwhiwhi. Er sammelte im Küstenbereich Kräuter, die ihm halfen, den Gesundheitszustand der Besatzung wiederherzustellen, obwohl noch weitere sieben Männer in den Gewässern um Neuseeland an Skorbut starben.
Die Beziehungen zwischen den eingeborenen Māori und den Franzosen waren die meiste Zeit freundlich. Surville gab sich Mühe, die Etikette der Māori, so wie er sie verstand, zu respektieren; er bat um Erlaubnis, Bäume fällen zu dürfen und schenkte bei einer Gelegenheit dem Häuptling ein Schwert. Die einheimischen Māori versorgten ihn mit Obst und Gemüse, und er gab ihnen im Gegenzug Schweine, einen Hahn, ein Huhn, Weizen, Reis, Erbsen und Kleidung. Surville und seine Offiziere verfassten Aufzeichnungen und Skizzen ihrer Eindrücke des Lebens der Māori und ihrer Artefakte, was einen wertvollen Einblick in das vorkoloniale Leben von Gemeinschaften im Norden Neuseelands gibt. Wahrscheinlich zelebrierte der Schiffsgeistliche Paul-Antoine Léonard de Villefeix an Weihnachten auch die erste christliche Messe in Neuseeland.
Die freundliche Stimmung kippte an den letzten beiden Tagen nach einem Vorfall. Am 27. Dezember war eine Gruppe der Mannschaft während eines Sturmes bei Whatuwhiwhi gestrandet, wo sie von den Māori freundlich behandelt wurden. Der gleiche Sturm riss die drei Anker des Schiffes vom Grund los, deren Trossen daraufhin gekappt werden mussten, damit das Schiff nicht auf Felsen trieb. Die in Schlepp befindliche Yawl des Schiffes lief auf Felsen auf und musste ebenfalls losgeschnitten werden. Das Schiff wurde von starken nordöstlichen Winden aus der Bucht getrieben.
Nach dem Sturm kehrten die gestrandeten Matrosen auf das Schiff zurück. Am 31. Dezember wurde die Yawl an der Küste der Tokerau Beach, von Māori umgeben, gesichtet. Man setzte eine bewaffnete Gruppe ab, die das Boot zurückholen sollte. Diese traf auf eine mit Speeren bewaffnete Gruppe Māori und den Häuptling Ranginui, der sich mit einem grün belaubten Zweig als Friedenszeichen Surville näherte. Surville nahm Ranginui für den vermeintlichen „Diebstahl“ seines Bootes fest, brannte etwa 30 Hütten nieder, zerstörte ein mit Netzen gefülltes Kanu und raubte ein weiteres. Sie brachten Ranginui auf ihr Schiff. Dort identifizierten ihn die während des Sturmes gestrandeten Besatzungsmitglieder als den Māori-Häuptling, der sie freundlich behandelt hatte.
De Surville war jedoch entschlossen, seinen Gefangenen zu behalten, in der Hoffnung, von ihm Auskünfte über die Ressourcen Neuseelands zu erhalten, und segelte noch am gleichen Tag ab, da der Sturm die geringe Eignung der Doubtless Bay als Ankerplatz gezeigt hatte. Ranginui wurde gut behandelt und regelmäßig am Tisch des Kapitäns verköstigt, aber er litt wie viele andere an Skorbut und starb am 24. März 1770 auf See.
Die Saint-Jean-Baptiste fuhr in östlicher Richtung über den Südpazifik auf der Suche nach der geheimnisvollen Insel, dem Ziel ihrer Reise, machte aber keine weiteren Entdeckungen mehr. Da er kein Land fand und die Besatzung zunehmend geschwächt war (mehr als ein Drittel war bereits an Skorbut gestorben), beschloss Surville, sein Projekt abzubrechen und schnellstmöglich Hilfe im Hafen von Chilca in Peru zu suchen. Am 8. April 1770 versuchte Surville bei schwerer See an Land zu gehen; sein Boot kenterte und er ertrank dabei mit zwei Matrosen.
Surville wurde in Lima begraben mit allen Ehren, die seiner Position als Gouverneur von Puducherry zukamen. Der Vizekönig von Peru Manuel d’Amat i de Junyent ließ die Kranken von Bord in einem Hospital versorgen, behielt aber das Schiff und die Ladung ein. Erst nach zahlreichen Interventionen französischer und spanischer Minister wurde die Saint-Jean-Baptiste im August 1772 freigegeben und kehrte am 20. August 1773 nach über acht Jahren nach Port-Louis zurück.

## Ehrungen und Gedenken
- Die Register der Compagnie des Indes verzeichnen Surville als „einen großen Seefahrer, einen sehr guten Soldaten, geeignet für die großen Angelegenheiten, aktiv, spirituell, standhaft und entschlossen, einen Mann mit großen Details…“.
- Die Surville Cliffs am nördlichsten Punkt der zwei Hauptinseln Neuseelands sind nach Surville benannt, der sie im Dezember 1769 einige Tage vor Cook sichtete.
- 1967 wurde eine Straße in Port-Louis nach ihm benannt.
- 1969 in Whatuwhiwhi 1969 wurde in Whatuwhiwhi eine Gedenktafel an die Ereignisse auf Neuseeland enthüllt.
- Die gekappten Anker wurden 1974 vom Meeresarchäologen und Taucher Kelly Tarlton (1937–1985) geortet, am 21. Dezember gehoben und dem Museum of New Zealand Te Papa Tongarewa in Wellington geschenkt. Einer ist heute im Far North Regional Museum ausgestellt. Es sind die ältesten authentischen europäischen Objekte, die in Neuseeland gefunden wurden.[7]

## Schriften
- mit Julien Marie Crozet: Nouveau voyage à la mer du sud; commencé sous la conduite de M. Marion, chevalier de l’ordre royal & militaire de S. Louis, capitaine de brûlot; & achevé après la mort de cet officier, sous celle de M. le chevalier Duclesmeur, garde de la marine. Cette relation a été rédigée d’après les Plans & Journeaux de M. Crozet. Barrois l'aîné, Paris 1783 (eingeschränkte Vorschau in der Google-Buchsuche). (Rezension)

## Rezeption in der Literatur
Der neuseeländische Dichter Gerry Webb schrieb 1996 über das Ereignis in der Doubtless Bay das Gedicht „Surville at Doubtless Bay“.